# パシフィック・ウエスタン航空501便火災事故
パシフィック・ウエスタン航空501便火災事故は、1984年3月22日に発生した航空事故。
カルガリー国際空港発エドモントン市中央空港行パシフィック・ウエスタン航空501便（ボーイング737-200）の離陸滑走中に左エンジンが破損したことを発端に火災が発生し、最終的に機体の大部分が焼きつくされたが、死者は発生しなかった。

## 事故機

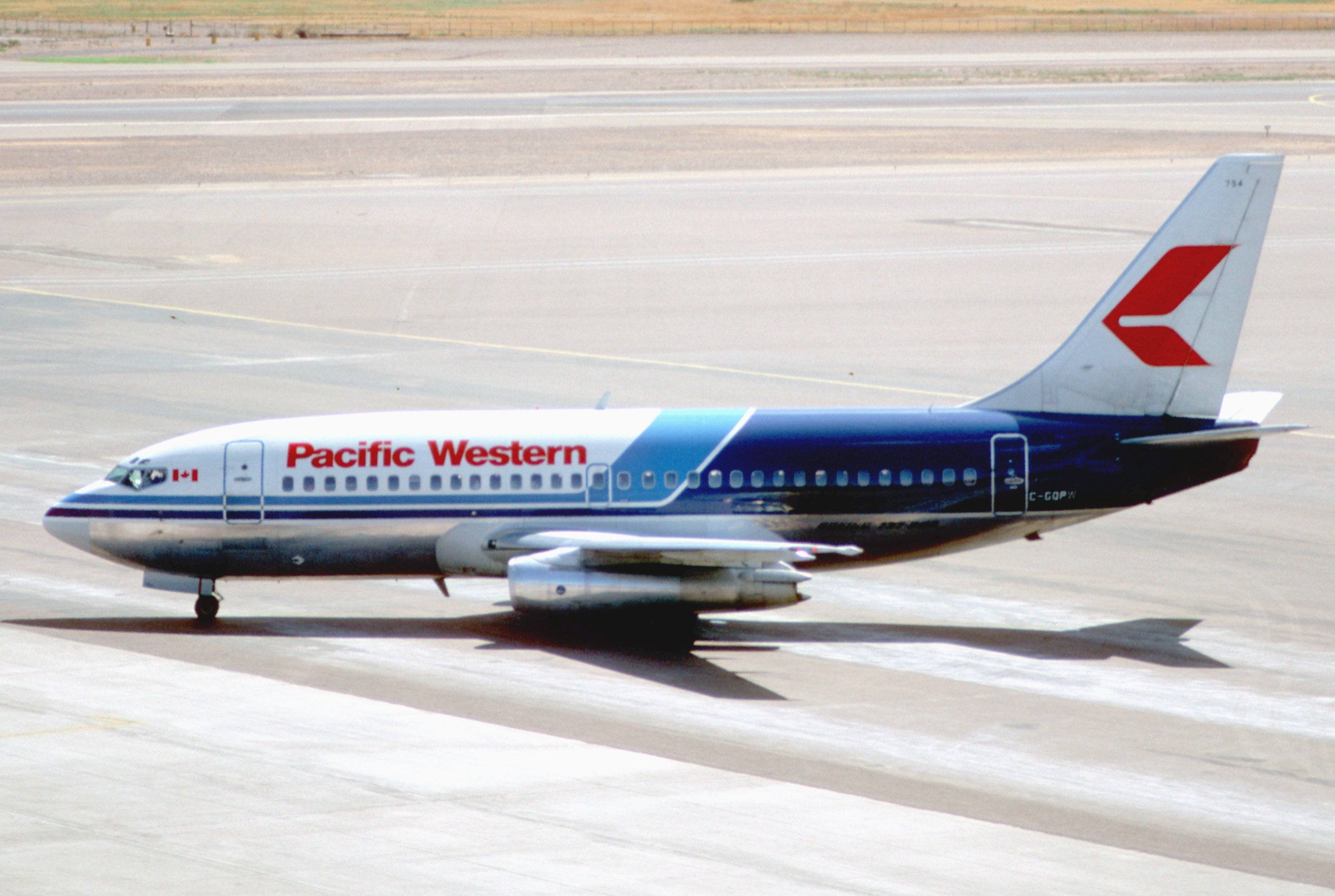
1983年8月に撮影された事故機

事故機のボーイング737-275（C-GQPW）は、2基のプラット・アンド・ホイットニーJT8D-9Aエンジンを搭載しており、初飛行を1981年4月3日に行い、事故までに7,447時間飛行を行っていた。

## 事故の経緯
501便は、7時35分にプッシュバックを行った。7時42分、離陸滑走を滑走路34と誘導路C-1の交差点から開始した。滑走開始から約20秒後、約70ノットで滑走中に爆発音がし、機体が左に逸れ始めた。機長はすぐにブレーキとスラストリバーサーを使用して離陸中止をした。パイロット達は左の着陸装置が破損したのではと考えていた。そのため、機長はC-4出口から誘導路に出ることを決めた。C-4に近づくにつれ、パイロットは、左エンジンの回転数が0％になっていることに気付いた。
離陸中止から23秒後、副操縦士は管制官に、「501、C-4から出る」と伝えた。その後、客室乗務員が操縦室に入り、左主翼から出火していると伝えた。管制官は火災を確認し、パイロットに伝えた。離陸中止から1分2秒後、客室乗務員はさらに、「左全体、その後側全体が燃えている」と述べた。機長は消火装置を作動させ、副操縦士は緊急車両を要求した。
1分36秒後に、コックピットの火災警報装置が作動した。客室乗務員が再び操縦室に入り、火災が急速に燃え広がっていると伝えた。機長は機体を停止させ、乗員乗客は1分55秒後に緊急避難を開始した。
死者は出なかったものの、乗客4人が重傷を負い、機体は修復不能なほど燃えた。

## 事故原因
左エンジンの第13段コンプレッサーディスクが破断し、破断したディスクの破片がエンジンケースを貫通、さらにエンジン近傍の主翼下面を突き破って燃料タンクに穴をあけた。燃料タンクから流出した燃料が即座に発火し、流出した燃料によって左主翼および後部胴体へ燃え広がった。
第13段コンプレッサーディスクの破断は金属疲労による亀裂の拡大によってディスク背面のはめあい部および4つのタイボルト穴に沿って生じ、3インチ×17インチの半月状の破片が生じた。また金属疲労による亀裂は12個あるタイボルト穴のうち、破断位置近傍の6個の穴にも確認された。亀裂は、No.8タイボルト穴に高サイクル疲労による亀裂が生じた後に高サイクル疲労と低サイクル疲労の組み合わせによって亀裂が拡大した。
コンプレッサーディスクに亀裂が生じた根本原因については、調査に協力したエンジン製造者であるプラット・アンド・ホイットニー、運用者であるパシフィック・ウエスタン航空からも様々な主張がなされた。1981年5月のオーバーホールでマニュアルに規定されていない補修を受けた部品が組み込まれたことが一つの要因となったという主張は支持されたものの、破損に至った正確な機構示す決定的な根拠とはならなかった。その他に主張された推定要因はいずれも、単独では問題が発見されていない多くの同型エンジンにも共通して内在し、事故を起こしたエンジンに固有でない要素であるか、または根拠不十分な仮説に留まった。このため亀裂が生じた根本原因は不明確ながら、事故を起こしたエンジンに固有な複合的な要因によるものと結論付けられた。。

## 類似事故
この事故から、1年5ヶ月後の1985年8月22日に、マンチェスター国際空港でも同様の事故が発生した。137人の乗員乗客をのせた、ブリティッシュ・エアツアーズ28M便（ボーイング737-236）の左エンジンが離陸中に出火し、501便同様に離陸を中止し、機長は誘導路に機体を停止させた。しかし、様々な要因が重なり55人が死亡した。事故原因は、501便と同じく、エンジンの破損による燃料タンクの破裂だった。